# Oxford Tower
Oxford Tower (chiamato anche Chałubińskiego 8, Elektrim e INTRACO II) è un grattacielo alto 150 metri con 46 piani situato a Varsavia, in Polonia.
Fu costruito dal 1975 al 1978 su progetto di Jerzy Skrzypczak, H. Świergocka-Kaim e Wojciech Grzybowski.